# Janvry (Marne)
Janvry ist eine französische Gemeinde mit 146 Einwohnern (Stand 1. Januar 2022) im Département Marne in der Region Grand Est (vor 2016 Champagne-Ardenne). Sie gehört zum Arrondissement Reims und zum Kanton Fismes-Montagne de Reims.

## Geographie
Janvry liegt etwa dreizehn Kilometer westlich von Reims.
Nachbargemeinden von Janvry sind Rosnay im Norden und Nordwesten, Gueux im Osten, Méry-Prémecy im Süden sowie Germigny im Westen.

## Bevölkerungsentwicklung
| Jahr                       | 1962 | 1968 | 1975 | 1982 | 1990 | 1999 | 2006 | 2018 |
| Einwohner                  | 87   | 86   | 104  | 114  | 125  | 122  | 123  | 128  |
| Quellen: Cassini und INSEE |      |      |      |      |      |      |      |      |

## Sehenswürdigkeiten

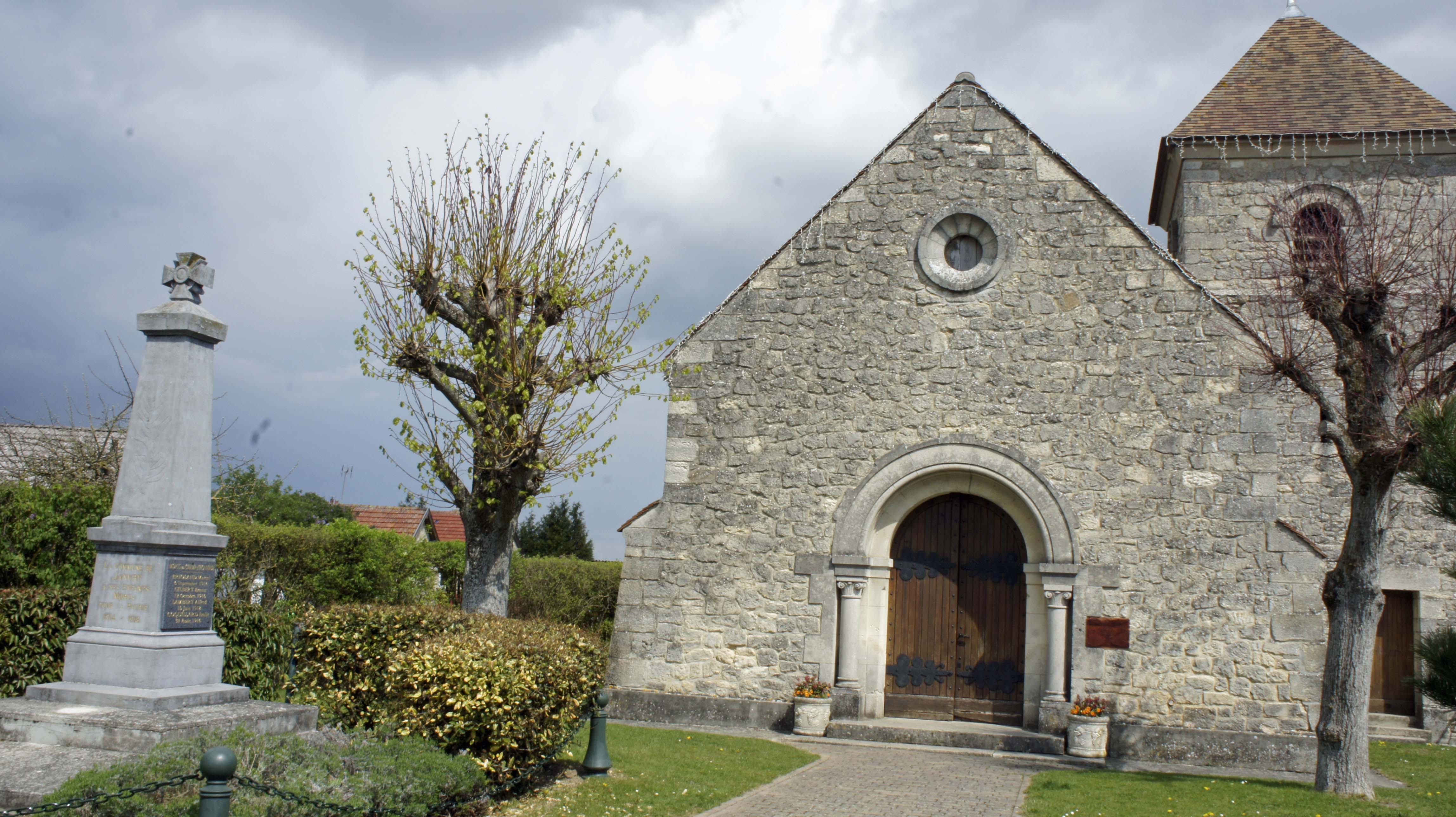
Kirche Saint-Remi

- Kirche Saint-Remi